# Zamek w Lemberku
Zamek w Lemberku – zamek położony w północnej części Czech, kilka kilometrów od miejscowości Jablonné v Podještědí w kraju libereckim.

## Historia
Zamek Lemberk stoi na wzniesieniu nad doliną Panenského potoku koło wsi Lvová, niedaleko Jablonnego v Podještědí. Jego przodkiem była średniowieczna twierdza, założona prawdopodobnie w latach 40. XIII wieku jako pograniczna twierdza strażnicza na szlaku handlowym z Czech do Żytawy. Nazwę zamku, którego istnienie po raz pierwszy wymienia się w roku 1244, wywodzi się od rodowego godła Markvarticów, którym była lwica. Założycielem zamku był Gaweł z Lemberka, który należał do najważniejszych osobistości na dworze króla Wacława I i Przemysła Ottokara II. Podczas wyprawy na Morawy, w której Gaweł uczestniczył, poznał on swą przyszłą żonę św. Zdzisławę Czeską i po ślubie przeniósł się na Lemberk, gdzie oboje przyczynili się do budowy miasta Jablonnégo i do założenia tamtejszego klasztoru.
Panowie z Lemberka byli właścicielami zamku aż do końca XIV wieku, gdy jego właścicielem został Hašek z Lemberka. Po śmierci Haška około 1400 roku zamek dostał się w ręce Vartenberków.
W latach 70. XV wieku zamek kupił Jan z Elsnitz, który organizował stąd łupieżcze wyprawy do Łużyc. Po jego śmierci właściciele często zmieniali się, prawdopodobnie dlatego, że dobra były dość spustoszone. Gdy w roku 1518 lemberskie dobra kupił górnołużycki starosta Wilhelm z Illburka, z sześciu wsi w majątku zamieszkane były tylko dwie. Do ożywienia gospodarki, a tym samym i całego majątku, doszło dopiero po roku 1550, gdy Lemberk odziedziczył przedsiębiorczy zięć Wilhelma, Henryk Kurzbach ze Żmigrodu. Nowy pan, rozbudowami i remontami, nadał średniowiecznej twierdzy renesansowy charakter siedziby pańskiej i centrum majątku. W roku 1581 zamek znów przejęli Berkowie z Dubé, ale po śmierci Henryka w roku 1599 sprzedali majątek Wrocisławowi z Donína, do którego należały niedalekie dobra grabštejnskie. Ród Donínów (niem. zu Dohna) władał następnie całą krainą aż do końca wojny trzydziestoletniej, gdy ich majątek, po pobiałogórskich konfiskatach, przypadł w roku 1623 koronie cesarskiej.
Wkrótce potem dobra lemberskie kupił Albrecht von Wallenstein, a po jego gwałtownej śmierci w roku 1634 zyskał je Jan Rudolf Breda. Za rządów Jana Rudolfa i jego syna Krzysztofa, doszło po roku 1660 do barokowej przebudowy zamku według planów włoskiego architekta Nicola Sebregondiego. Środki na kosztowne przebudowy panowie uzyskiwali często nieludzkim traktowaniem chłopów pańszczyźnianych, co doprowadziło do powstań chłopskich w latach 1679 i 1680.
W roku 1726 kupił Lemberk Filip Józef Gallas, który posiadał już wtedy Zamek Frýdlant, Liberec i Grabštejn. Jednak nawet wtedy nie nastał w okolicy spokój. W czasie wojny siedmioletniej (1756–1763), w roku 1758, wojsko pruskie obsadziło Jablonné i Lemberk, a w zamku urządziło szpital wojskowy. W roku 1775 Lemberk doznał szkód ze strony zbuntowanych chłopów, a w sierpniu 1813 roku ostrzelały go wojska napoleońskie. W latach 1904–1910 odnowiono wnętrza, których stiukową dekorację udanie restaurował jabłoński rzeźbiarz i sztukator Jan Dukát. W 1930 roku Gabriela Clam-Gallas wyszła za mąż za Adolfa Auersperga. Zamek był zamieszkany aż do roku 1941, gdy skonfiskowały go władze hitlerowskie. Po roku 1945 Lemberk przeszedł na własność państwa i w roku 1951 zainstalowano w nim ekspozycje muzeum wnętrz XV-XIX wieku. Po latach nieremontowany obiekt wymagał jednak dużych napraw, więc w 1976 roku zamek został zamknięty i dopiero niedawno znów udostępniony do zwiedzania.
Dziś w Lemberku znajduje się wystawa współczesnego światowego szkła artystycznego oraz ekspozycja poświęcona św. Zdzisławie. Oprócz zwiedzania odbywają się tu koncerty i przedstawienia teatralne.

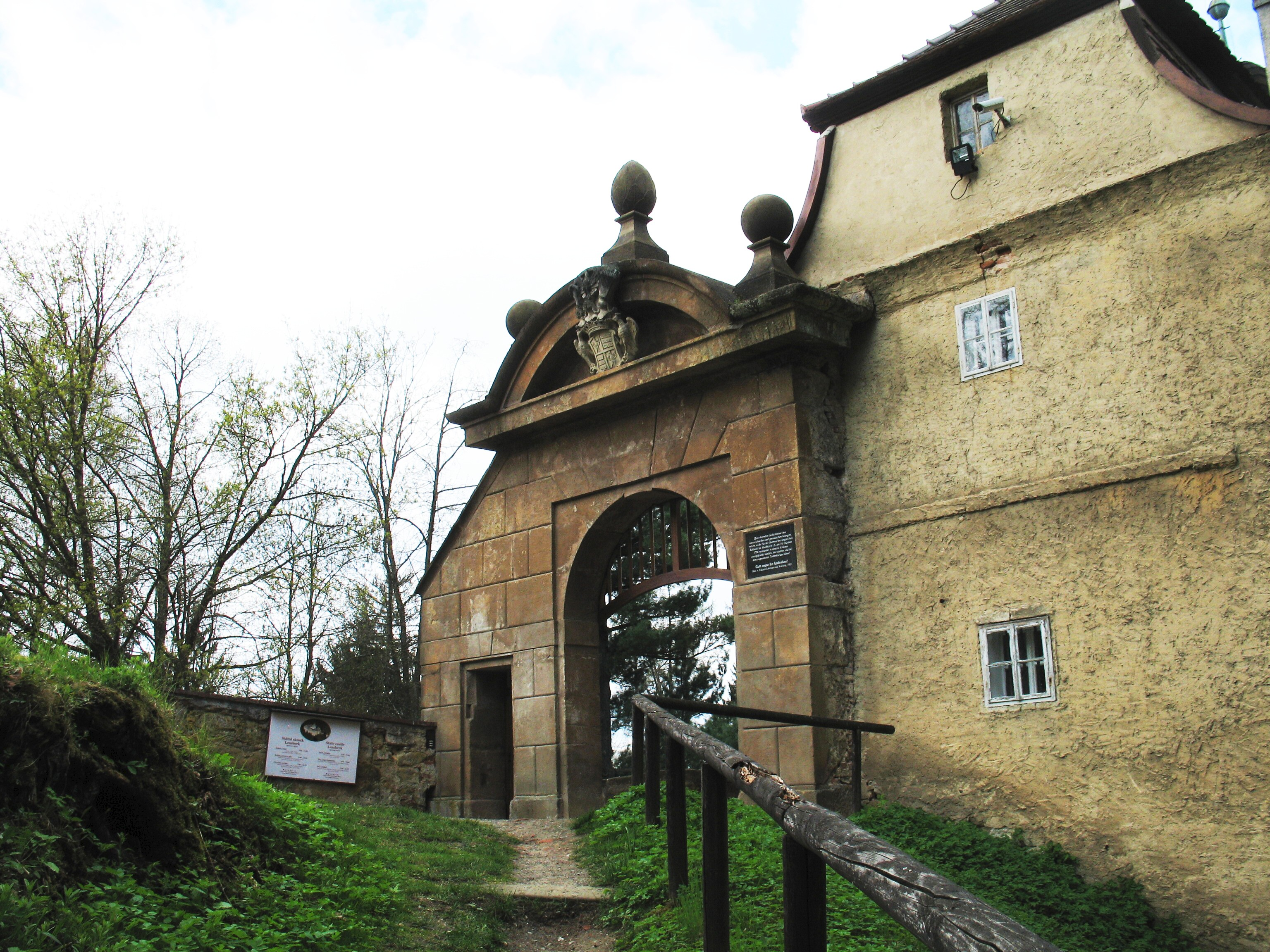
Brama z herbem von Gallas
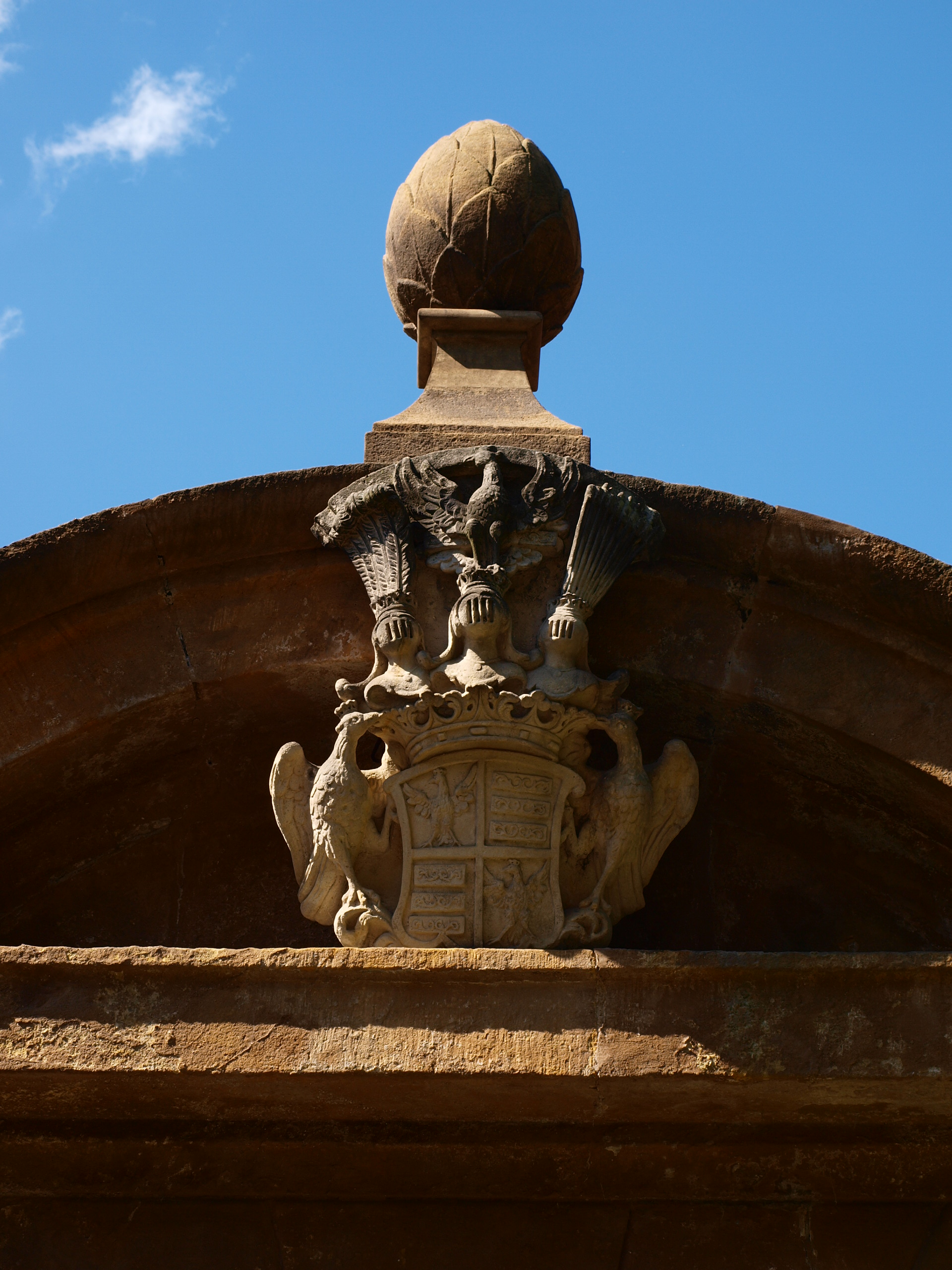
Herb von Gallas
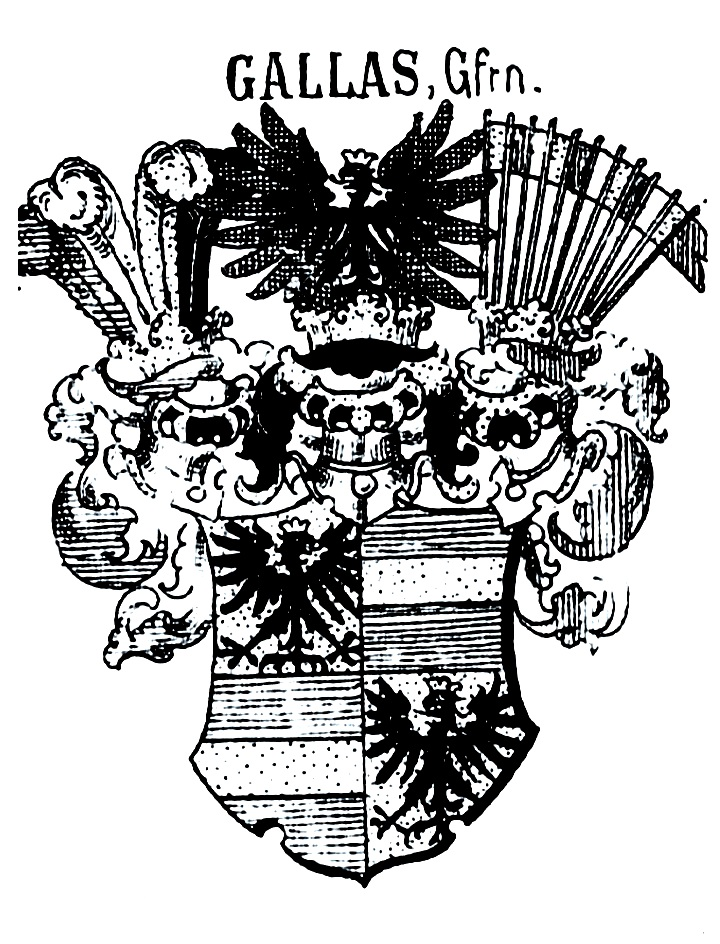
Herb von Gallas
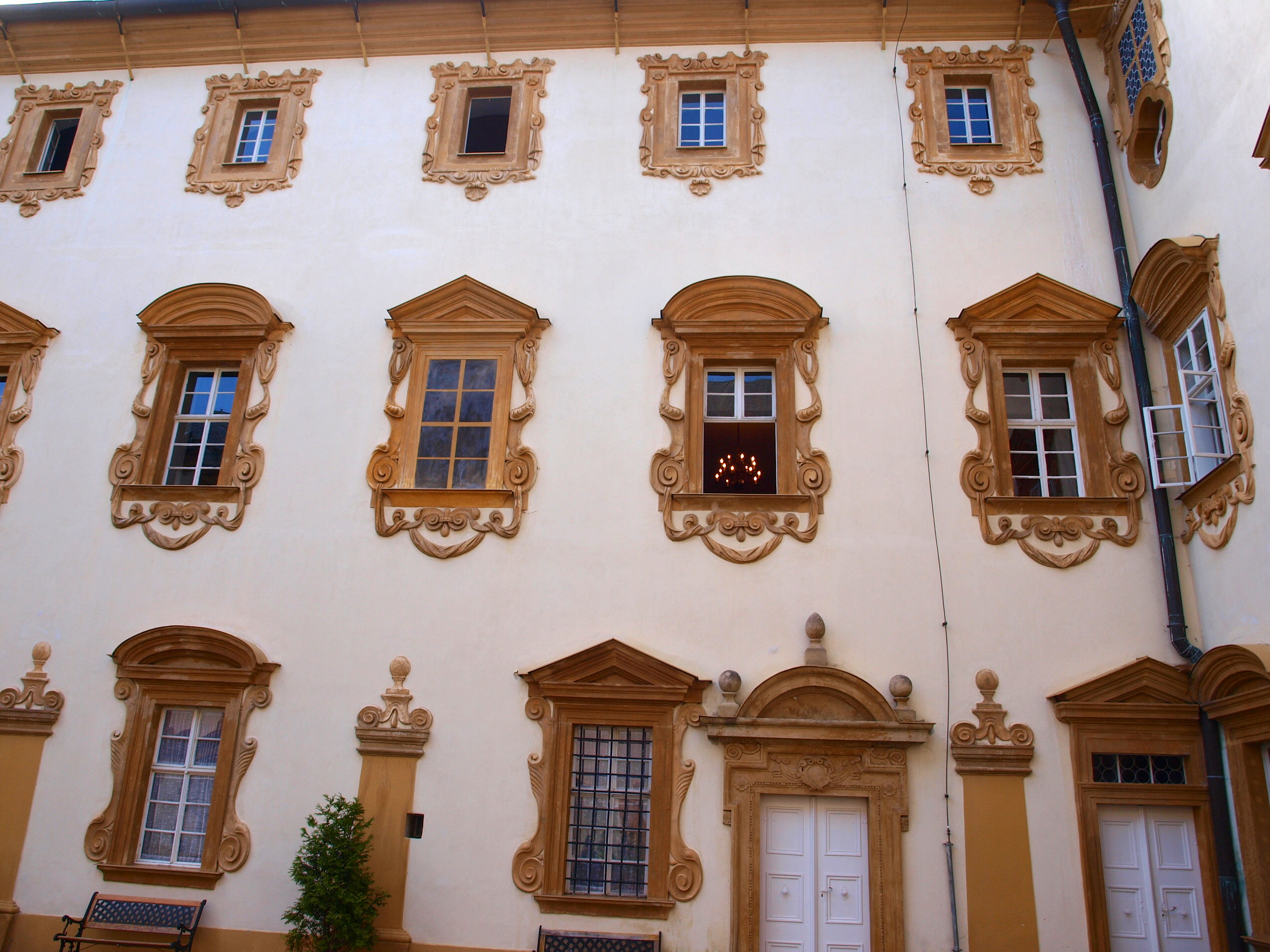
Zamkowa sztukateria
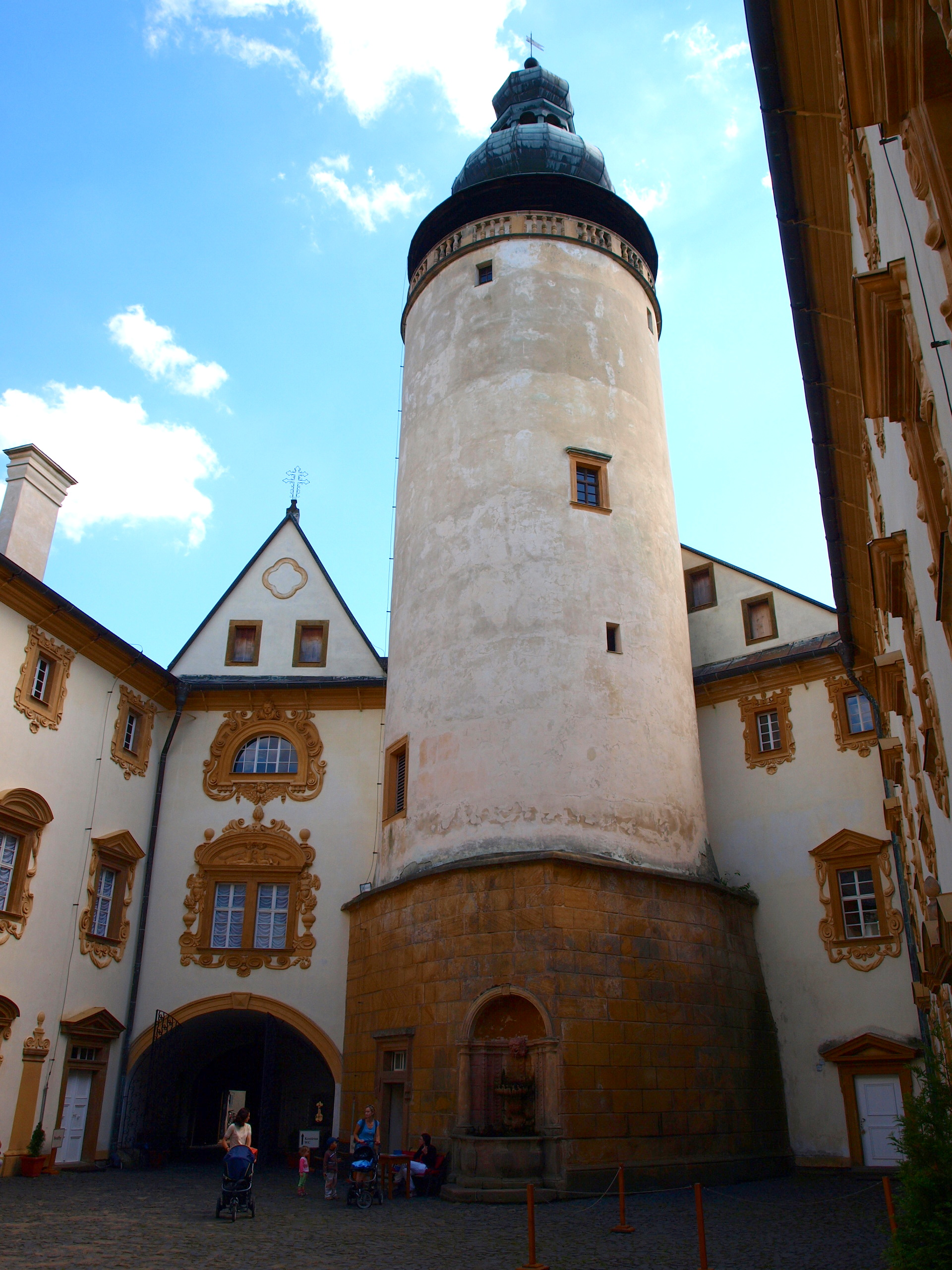
Wieża

## Architektura i wnętrze zamku
Pierwotny wygląd zamku z XIII wieku nie jest dziś znany, bowiem późniejsze przebudowy zupełnie go przekształciły. Na zamkowym wzgórzu, chronionym z trzech stron stromymi zboczami, stoi dziś czteroskrzydłowa dwupiętrowa budowla z wewnętrznym dziedzińcem, dostępna wąskim przesmykiem, chronionym trzema bramami i dwoma pierwotnie zwodzonymi mostami. Pierwsza brama, wbudowana do muru obronnego, jest wczesnobarokowa. Za nią, przechodząc koło renesansowego domku wartowni z XVI wieku, dochodzi się do drugiej, renesansowej wieży bramnej z cebulowatą kopułką krytą gontem i zegarem słonecznym nad portalem. Stąd, przez zasypaną fosę, przechodzi się ku trzeciej bramie, dobudowanej do rogu zamku, prowadzącej prosto na zamkowy dziedziniec. Po lewej stronie stoi gotycka wieża zamkowa, która jest najstarszą częścią zamku, pochodzącą z XIV wieku. Podczas późniejszych remontów, zwieńczono ją obejściem z kolumienkami i przykryto barokowym blaszanym baniastym hełmem z roku 1754.
U podstawy wieży znajdziemy barokową fontannę. Dzisiejszy wygląd Lemberk uzyskał w latach 1560–1580, gdy w miejscu dawnych obwarowań zbudowano wschodnie skrzydło zamku, a po jego połączeniu ze skrzydłem zachodnim, zamknięto blok zamkowy wokół dziedzińca. Po nastaniu rodu Bredów, którzy prawdopodobnie chcieli uczynić z Lemberka siedzibę rodową, zamek i wnętrza otrzymały wystrój barokowy. Od początku XVIII wieku Lemberk stał się rezydencją wiejską, w której właściciele przebywali tylko okazyjnie. Z tego powodu, w XVIII i XIX wieku nie prowadzono już większych prac budowlanych, a Lemberk zachował w większości swój wczesnobarokowy wygląd.
W północnym skrzydle zamku przez połączenie dwóch kondygnacji powstała Wielka Sala (zwana też Rycerską) z bogatym wystrojem sztukatorskim, czterema malowidłami na suficie i 16 freskami ze scenami z wojny trzydziestoletniej. Pochodzą one z XVII wieku, ale w XIX wieku zostały znacznie przemalowane. W sąsiedztwie wieży wejściowej znajduje się kaplica zamkowa z II połowy XVII wieku, bogato ozdobiona wczesnobarokową sztukaterią i freskami sklepiennymi. W kaplicy są też do dziś działające organy z 1723 roku. W zachodnim skrzydle zamku jest duża sala jadalna, zwana Salą Bajkową ze względu na kasetonowy strop, w którego 77 polach namalowane są sceny z bajek Ezopa, pochodzące z czasu około 1610 roku. W skrzydle wschodnim znajdują się cztery inne pomieszczenia z sufitami bogato zdobionymi sztukaterią, odnowioną w I dekadzie XX wieku. W parterze wieży znajdziemy pomieszczenie tzw. czarnej kuchni z wyposażeniem z XVII wieku.
W podzamczu, poza terenem zamku, stoją obok siebie trzy piętrowe domy szachulcowe z XVII wieku. Za nimi leży rozległy ogród, do którego wchodzi się bramą z herbem Bredów. Na skraju terasy ogrodowej stoją pozostałości mitologicznych posągów różnego pochodzenia oraz barokowe rzeźby przypisywane Maciejowi B. Braunowi. W parku są też dwie fontanny z XVII i XVIII wieku. Aleja lipowa prowadzi stąd do ogrodzonego dawnego cmentarzyka z nie utrzymywaną dziś tzw. kaplicą Zdzisławy z wieżyczką i płytami nagrobnymi. Inne dwie chronione aleje znajdują się pod wzgórzem, koło Lvovej. Na wzgórzu w okolicy zamku i podzamcza stoją rozproszone rzeźby artystów z różnych stron świata, którzy regularnie spotykają się na Lemberku. Na zboczu wzgórza, przy drodze do Jablonnego, znajduje się odremontowane źródło „dobrej wody”, zwane Studzienką Zdzisławy. Zdobi je empirowa glorieta z ośmioma toskańskimi kolumnami, wyremontowana w 1862 roku.
Wzgórze zamkowe ma dość bogate historyczne podziemia. W piaskowcowych skałach wzdłuż stawów u podzamcza jest kilka piwnic, z których części korzystał tutejszy PGR. Największe rozmiary mają piwnice w miejscu zburzonego browaru pańskiego, wyciosane w latach 90. XVII wieku. Osobliwością jest to, że w podziemiach znajdowała się większość urządzeń browaru, włącznie z warzelnią. Ciekawa jest też wykuta w skale sztolnia wodna ze źródłem. Pod samym zamkiem znajduje się 35-metrowej długości sztolnia, w której wydobywano rudę żelaza. Liczne okoliczne podziemne szczeliny stały się inspiracją opowieści o tajemnych przejściach i skrytkach, które rzekomo prowadzą do Lemberka.